# Diócesis de Eupen y Malmedy
La diócesis de Eupen y Malmedy (en latín: Dioecesis Eupensis et Malmediensis y en alemán: Bistum Eupen-Malmedy) fue una circunscripción eclesiástica de la Iglesia católica en Bélgica. Se trataba de una diócesis latina, sufragánea de la arquidiócesis de Malinas y unida aeque principaliter a la diócesis de Lieja como diócesis de Lieja, Eupen y Malmedy. Fue suprimida el 15 de abril de 1925.

## Territorio y organización
La diócesis extendía su jurisdicción sobre los fieles católicos de rito latino residentes en los Cantones del Este, que después del Tratado de Versalles de 1919 había sido transferido de Alemania a Bélgica como compensación por los daños de guerra. Al mismo tiempo, el antiguo territorio fue dividido en tres cantones: Eupen, Malmedy y Sankt Vith, con mayoría de habla alemana.
La sede de la diócesis se encontraba en la ciudad de Malmedy, en donde la catedral era la iglesia de los Santos Pedro, Pablo y Quirino de la antigua abadía de Malmedy (cerrada en 1796), hoy perteneciente a la diócesis de Lieja.

## Historia
Como resultado de la Primera Guerra Mundial, la región predominantemente germanoparlante de los Cantones del Este o de Eupen-Malmedy fue separada del Imperio alemán y en enero de 1920 puesta bajo administración provisional belga por el Tratado de Versalles del 28 de junio de 1919. 
Como una gran parte del clero local seguía sintiéndose vinculado a la arquidiócesis de Colonia (a la cual pertenecía), y ante la escalada de la situación, el primado de Bélgica, el cardenal Mercier, visitó al papa Benedicto XV para obtener ayuda a fin de incorporar el territorio a la Iglesia belga. Con el consentimiento del gobierno de Bélgica, el 10 de enero de 1920 la Santa Sede decidió confiar el territorio de Eupen, Malmedy y Saint-Vith a un administrador neutral para un período de seis meses (período mientras se llevaba a cabo un referéndum en el territorio), nombrado al nuncio apostólico en Bélgica, el italiano Sebastiano Nicotra, como administrador apostólico.
Una vez finalizado el controvertido referéndum el 23 de julio de 1920 quedó confirmada la soberanía belga sobre los Cantones del Este y el 30 de julio de 1921, mediante la bula Ecclesiae universae el papa Benedicto XV erigió la diócesis de Eupen y Malmedy, sufragánea de la arquidiócesis de Malinas.
La bula de erección establecía:
- la unión aeque principaliter de la nueva diócesis con la diócesis de Lieja (de 1801 a 1815 el territorio ya había pertenecido a esta diócesis);
- la obligación de los obispos de Lieja de tomar posesión, según las normas canónicas, de la nueva sede;
- la obligación de los obispos de Lieja de estar representados en la diócesis de Eupen y Malmedy por un administrador o delegado, sin perjuicio de la obligación, establecida por las normas canónicas, de residir durante un cierto período del año en la diócesis;
- la creación de una curia diocesana y de un capítulo de canónigos distintos de los de Lieja, pero con un único seminario para ambas sedes.

La diócesis tenía un solo obispo, Martin-Hubert Rutten, que hizo su entrada solemne en la Catedral de Malmedy el 11 de octubre de 1921. El pasado mes de septiembre, el arzobispo de Colonia se había despedido por última vez de sus antiguos fieles enviándoles una carta pastoral especial.
La diócesis duró muy poco. De hecho, el 7 de marzo de 1925 el Senado de Bélgica decidió finalizar la administración provisional sobre la gobernación de Eupen-Malmedy e integrar plenamente el territorio en el Estado belga. Ese mismo año, el 15 de abril, fue disuelta la unión aeque principaliter y la diócesis de Eupen y Malmedy fue suprimida e integrada plenamente a la diócesis de Lieja.

## Episcopologio
- Martin-Hubert Rutten † (30 de julio de 1921-15 de abril de 1925 renunció)